# Lampria spinipes
Lampria spinipes är en tvåvingeart som först beskrevs av Fabricius 1805.  Lampria spinipes ingår i släktet Lampria och familjen rovflugor.
Artens utbredningsområde är Guyana. Inga underarter finns listade i Catalogue of Life.